# HD 216174
HD 216174 è una stella della costellazione della Lucertola, situata nella parte settentrionale della costellazione, poco distante dal confine con la costellazione di Andromeda.
È una stella povera di metalli e circondata da un disco di polveri, probabile sede di formazione planetaria. La magnitudine bolometrica è -0,36; il rapporto [Fe/H] è di -0,56.
La stella è una gigante rossa distante 371 anni luce, avente una magnitudine apparente di +5,43 e una magnitudine assoluta di +0,15.